# Asthenotricha inutilis
Asthenotricha inutilis là một loài bướm đêm trong họ Geometridae.